# Berengueria rotundifrons
Berengueria rotundifrons är en insektsart som beskrevs av Bolívar, I. 1912. Berengueria rotundifrons ingår i släktet Berengueria och familjen gräshoppor. Inga underarter finns listade i Catalogue of Life.